# Frédéric Pottecher
Frédéric Pottecher, né le 11 juin 1905 à Bussang (Vosges) et mort le 13 novembre 2001 à Paris, est un acteur, scénariste, chroniqueur judiciaire, écrivain et grand opposant à la peine de mort. Il a couvert de nombreux grands procès du XXe siècle, notamment pour la radio et la télévision en France.

## Biographie

### Famille, études et vie personnelle
Frédéric Hughes Pottecher naît à Bussang. Les origines de sa famille sont à Fontenoy-le-Château. Son arrière-grand-père, Antoine Benjamin Pottecher, serrurier de son état, a acheté une forge à Bussang, où il a implanté une fabrique d'étrilles et de couverts sur le modèle de celles de la vallée du Côney. Frédéric est le quatrième enfant de Georges Pottecher, industriel dirigeant ladite fabrique, et de Germaine Wapler.
Il fait ses études à l'École alsacienne et à la Faculté de droit de Paris, puis à l'École libre des sciences politiques.
Il contracte deux mariages. Le premier avec Sonia Rapoport-Kreinine dont il devient veuf, puis le 27 août 1965 il épouse Andrée Jazotte (morte en 2006).
Frédéric Pottecher habita au cœur de Paris, rue de Valois dans le 1er arrondissement, ses violons d'Ingres étaient le théâtre et l'histoire. Il meurt à l'Hôtel-Dieu de Paris en 2001. Il était alors âgé de 96 ans.

### Théâtre et cinéma
Son oncle Maurice Pottecher avait fondé à Bussang le Théâtre du peuple en 1895, un concept nouveau où des comédiens amateurs et professionnels jouaient sur la même scène. Le jeune Frédéric se mêle tout jeune au monde fascinant des auteurs et des acteurs. Il est tenté par une carrière de comédien. De 1927 à 1930 il est acteur dans la troupe des Pitoëff qu'il a connue à Bussang.
Frédéric Pottecher joue son propre rôle dans le film Les Bonnes Causes de Christian-Jaque en 1962. Il écrit le dialogue du téléfilm L’Affaire Marie Besnard, ce travail lui valant le Sept d'or du meilleur auteur en 1986.
Tonie Marshall lui donne son dernier rôle de comédien dans le film Pentimento qu'elle réalise en 1989.

### Journalisme
De 1931 à 1938 il est rédacteur au journal Comœdia, revue consacrée à l'actualité théâtrale. 
En 1931 il est engagé au journal L’Œuvre par Henri Raud.  En 1938 et 1939 il est rédacteur à Paris-Soir.
Il est éditorialiste à Radio-Levant à Beyrouth pendant les années de guerre en 1943 et 1944.
C'est en 1945 qu'il débute comme chroniqueur judiciaire à la Radiodiffusion française, qui deviendra Radiodiffusion-télévision française en 1949. Il réalise son premier grand reportage judiciaire lors du procès de Pétain.
Il fait ses premiers pas à la télévision en 1957 et, l'année suivante, devient président, puis président d'honneur en 1966, de l'Association de la presse judiciaire. Il devient également président du Syndicat national des journalistes judiciaires. Il est écarté de l'ORTF en 1968 en raison de son soutien au mouvement de grève du mois de juin De 1969 à 1978 il anime les chroniques judiciaires d'Europe no 1.
Il couvre toutes les grandes affaires de la seconde moitié du siècle, dont, entre autres, le procès d'Adolf Eichmann, l’enquête sur l’assassinat du président américain John Kennedy, le procès de Christian Ranucci, l'affaire Patrick Henry. Il défend avec éloquence son point de vue et se sert de son expérience de comédien pour donner une voix aux protagonistes des affaires qu'il relate. 
À partir de 1963 il réalise pour la télévision française une série d'émissions sur les prisons, l'alcoolisme, les hôpitaux, etc.

## Résumé de carrière artistique

### Publications
- Grand Procès. Powers, Adams, Eichmann, éd. Arthaud 1964
- Grand procès Dallas, l'affaire Ruby, éd. Arthaud 1965
- L’Affaire Ruby nouvelle préface et nouvelle postface, éd. cercle du bibliophile, 1971
- Dallas, les causes célèbres éd. L'inconnu, 1971
- Histoire du théâtre du peuple éd, 1975
- À voix haute. Mémoires éd. Jean-Claude Lattès, 1977
- Le Procès de Pétain, éd. Jean-Claude Lattès, 1980
- Les Grands procès de l'histoire, trois tomes, ed. Fayard, 1980-1982
- Circonstances atténuantes ; éd. Fayard, 1983
- Le Procès de la défaite, Riom février à avril 1942 éd. Fayard, 1989
- Un siècle de passions au théâtre du peuple de Bussang, éd. Gérard Louis, 1985

### Filmographie

#### Comme acteur
- 1989 : Pentimento, de Tonie Marshall (Étienne)[3]
- 1987 : Monsieur Benjamin (TV), de Marie-Hélène Rebois (Le médecin)[3]
- 1986 : Léon Blum à l'échelle humaine (TV), de Pierre Bourgeade et Jacques Rutman[3]
- 1977 : Le Couple témoin de William Klein[3]
- 1963 : Les bonnes causes, de Christian-Jaque (Le chroniqueur judiciaire)[3]

#### Comme scénariste
- 1987 : Monsieur Benjamin (TV) , de Marie-Hélène Rebois
- 1986 : L'affaire Marie Besnard (TV), de Yves-André Hubert
- 1976 : Messieurs les jurés : L'Affaire Cleurie, de Jacques Krier

## Distinctions

### Décorations
- Officier de la Légion d'honneur.
- Commandeur de l'ordre des Arts et des Lettres.
- Médaille de la Reconnaissance française, argent.

### Hommage
Hommage de Catherine Tasca à Frédéric Pottecher le 13 novembre 2001. Texte du communiqué

### Articles
- Nécrologie : Article de L'Humanité du 14 novembre 2001
- À propos de l'Affaire Grégory : « Pour moi, elle n'est pas coupable », in Le Nouvel Observateur, 12 juillet 1985

### Vidéos
- « Frédéric Pottecher fait le point sur le procès de Marie Besnard » [vidéo], sur ina.fr, 25 novembre 1961
- « Présentation d'une nouvelle émission "Aux marches du palais" » [vidéo], sur ina.fr, 4 juillet 1992